# Serie A 1940-1941 (hockey su ghiaccio)
La stagione 1940-1941 è stata la terza del campionato svizzero di hockey su ghiaccio di seconda divisione, e ha visto la vittoria dell'EHC Arosa.

## Verdetti
| Serie A 1940-1941 | Serie A 1940-1941        |
| ----------------- | ------------------------ |
| Lega Nazionale A  | Nessuna retrocessione    |
| Serie A           | Arosa · Basilea Rotweiss |